# Suchý
Suchý je obec v okrese Blansko v Jihomoravském kraji. Žije zde 468 obyvatel.

## Historie
První písemná zmínka o obci pochází z roku 1762. Ústním podáním se traduje, že ji hrabě[kdo?] prohrál v kartách. Za druhé světové války zde působil partyzánský oddíl Jermak. Prochází zde naučná stezka. Obec je známa jako rekreační oblast s rybníkem o rozloze 6 ha. Nedaleko je pramen ponorné říčky Punkvy, tvořící páteř Moravského krasu, a nejvyšší vrchol Drahanské vrchoviny, Skalky.
V posledním volebním období 2006–2010 zde působil jako starosta Pavel Žilka, od komunálních voleb v říjnu 2010 do roku 2014 tuto funkci vykonával Jiří Vyklický. V listopadu 2014 byl starostou zvolen opět Pavel Žilka. Po několika měsících po těchto volbách odstoupila trojice zastupitelů a konaly se znovu volby. Ty však skončily fiaskem. Zastupitelé rezignovali hned po nich, protože se nedomluvili, kdo obec povede. Třetí volby v dubnu 2016 na celé čáře vyhrálo sdružení SNK Suchý, které dostalo šest ze sedmi možných mandátů. Novým starostou se tak v květnu 2016 stal tehdy čtyřiadvacetiletý Jakub Hlubinka.

## Cestovní ruch
Během letní sezóny je možno se ubytovat v kempu nedaleko rybníka o rozloze cca 6 ha. V blízkém okolí kempu se nachází tenisový kurt, tobogán a samoobsluha. V zimní sezóně lze bruslit na rybníku, v okolí obce jsou výborné podmínky pro běžecké lyžování po vyznačených trasách. Kemp je sice provozován obcí Suchý, nachází se ale už na katastrálním území sousední obce Velenov.

## Obyvatelstvo
| Rok            | 1869 | 1880 | 1890 | 1900 | 1910 | 1921 | 1930 | 1950 | 1961 | 1970 | 1980 | 1991 | 2001 | 2011 | 2021 |
| -------------- | ---- | ---- | ---- | ---- | ---- | ---- | ---- | ---- | ---- | ---- | ---- | ---- | ---- | ---- | ---- |
| Počet obyvatel | 248  | 283  | 303  | 346  | 350  | 363  | 407  | 384  | 421  | 398  | 368  | 370  | 367  | 425  | 440  |
| Počet domů     | 36   | 42   | 46   | 52   | 53   | 62   | 72   | 89   | 89   | 92   | 96   | 109  | 125  | 143  | 161  |

## Obecní správa

### Obecní symboly
Znak a vlajka byly obci uděleny rozhodnutím předsedy Poslanecké sněmovny Parlamentu České republiky dne 18. listopadu 1998.

## Pamětihodnosti
- Památník obětem ze světových válek – na památníku jsou uvedena jména padlých občanů z první a druhé světové války a jedno jméno ze třetího odboje[9]
- Pamětní deska vícovských obyvatel na místní školce[10]
- Zvonice

## Významná osobnost
- Jan Koudelka (* 12. 3. 1992), mistr světa a mistr Evropy v malé kopané[11] Za obec Suchý nastupuje v okresní lize malé kopané. Ve velkém fotbale po angažmá v mládežnickém týmu Jihlava a seniorských týmech jako je Zábřeh, Blansko a Vyškov obléká dres druholigového Prostějova.[12]

## Galerie

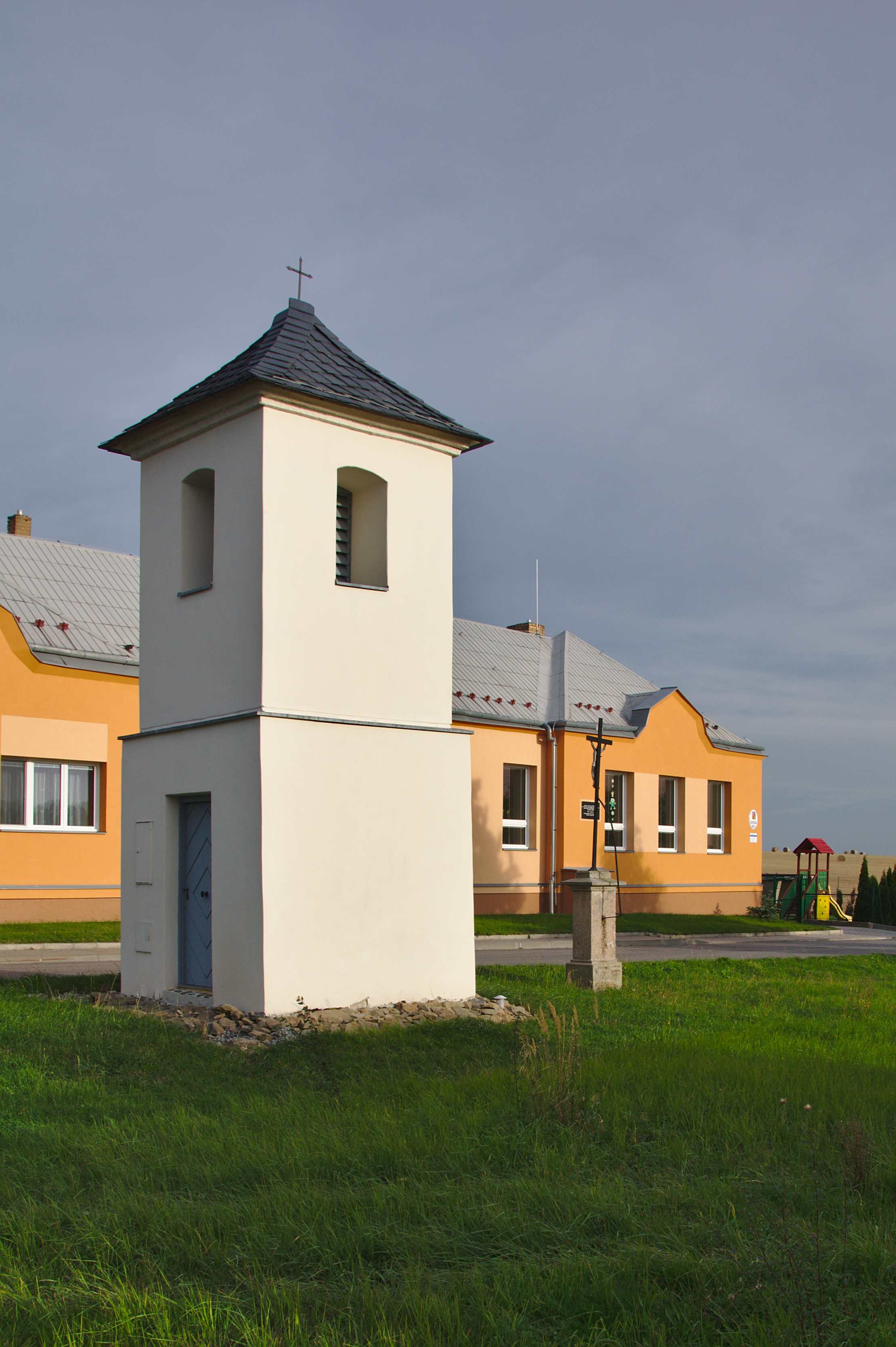
Zvonice
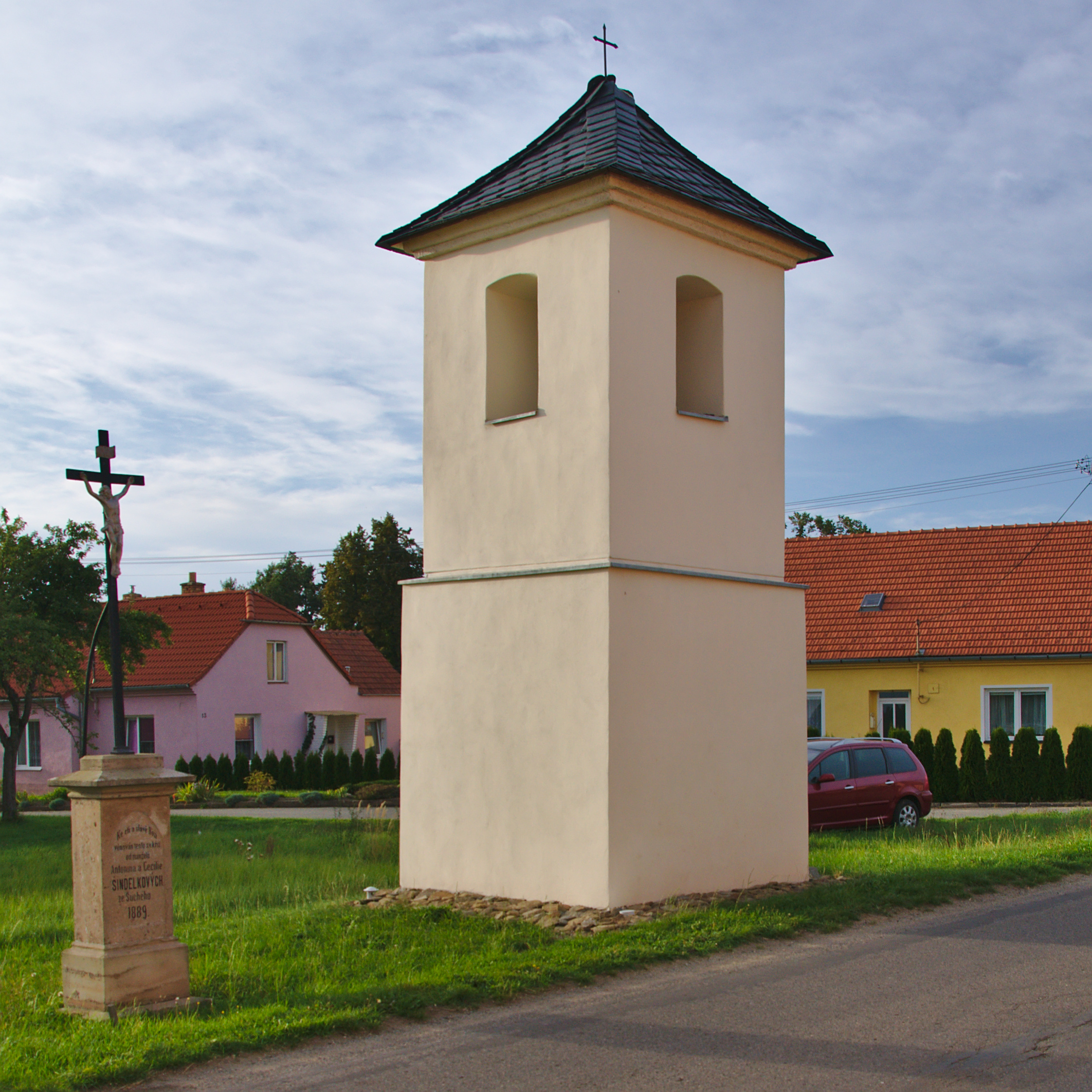
Kříž u zvonice
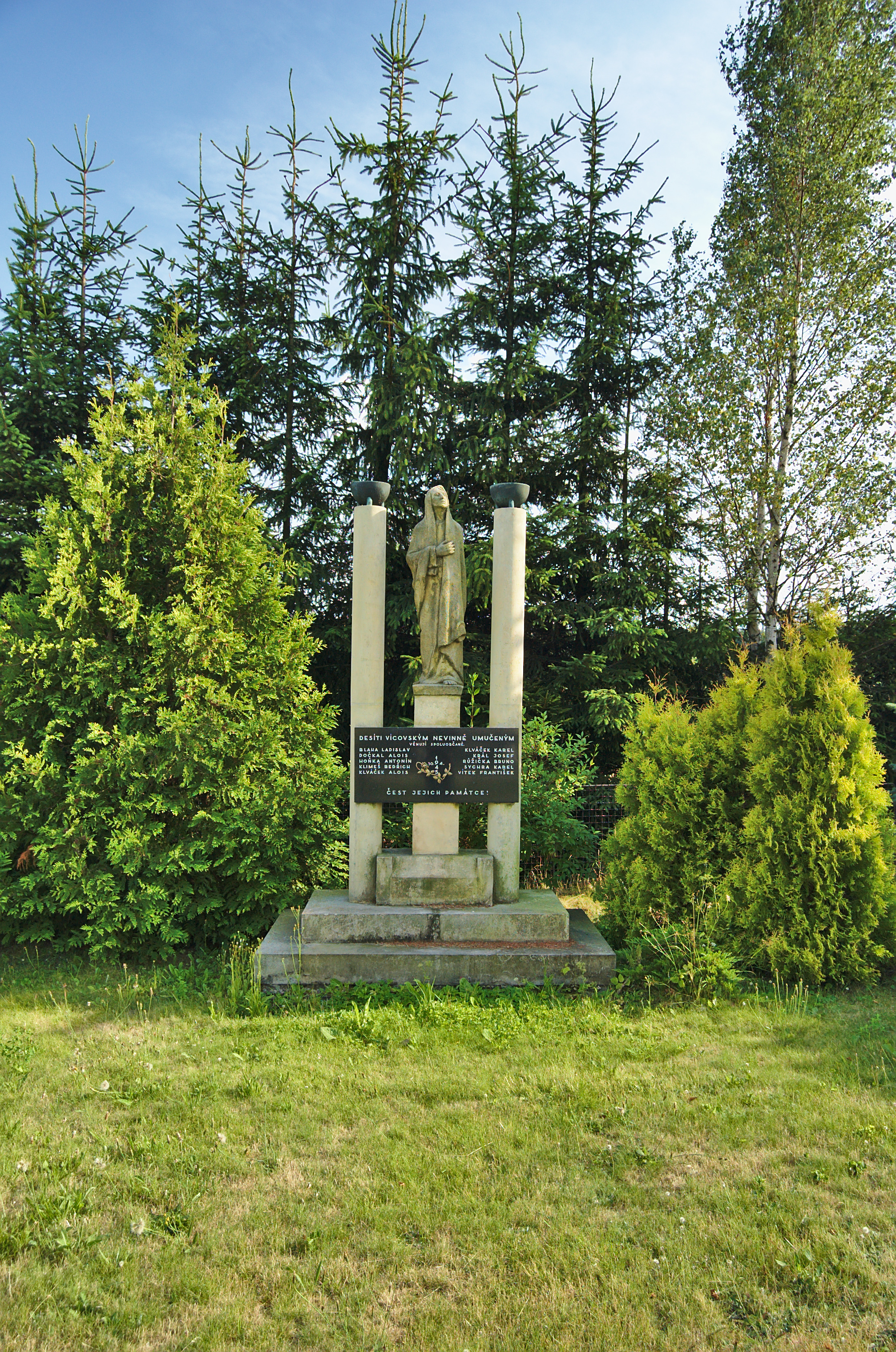
Památník desíti nevinně umučeným občanům Vícova
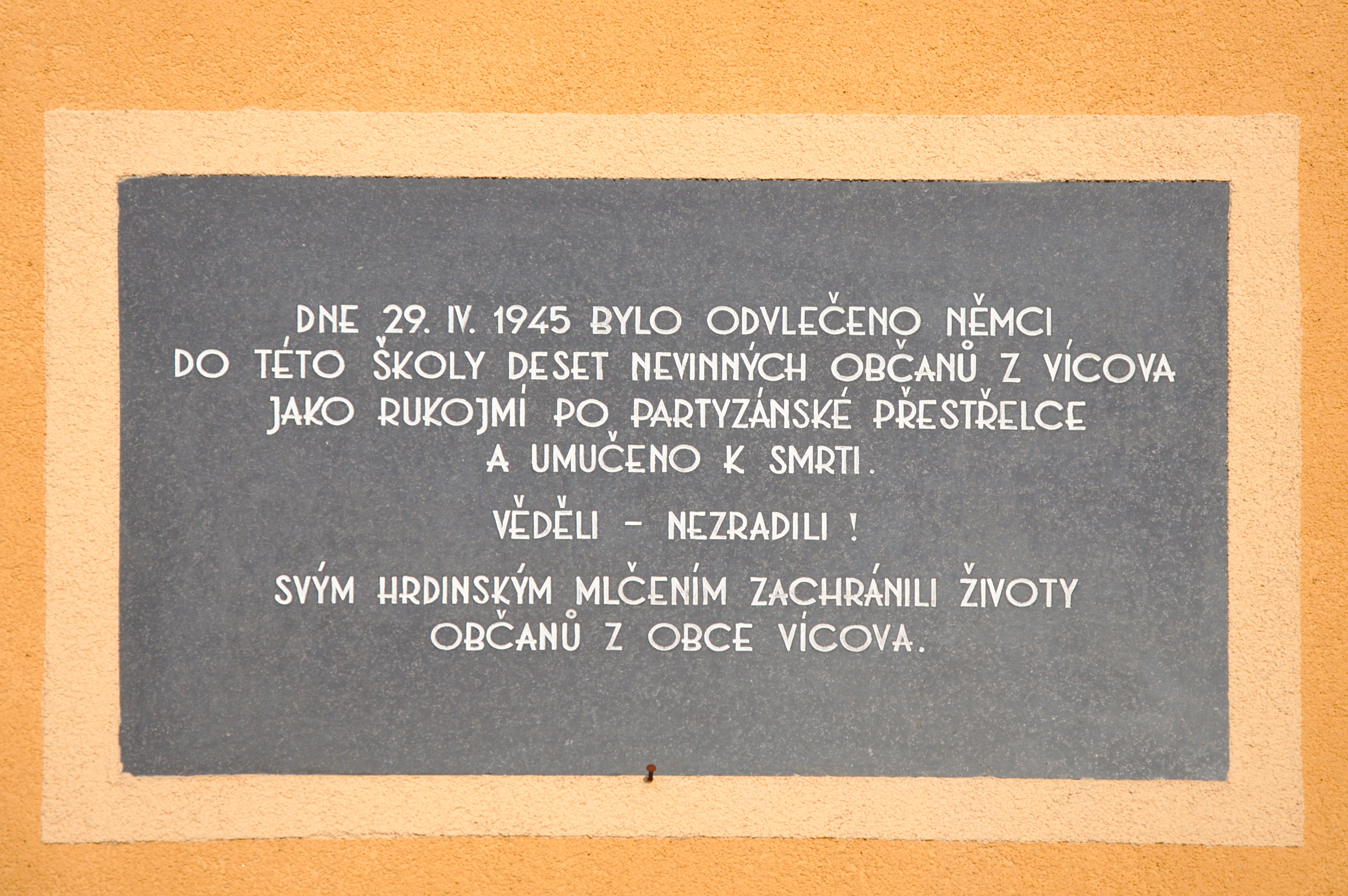
Pamětní deska na školce
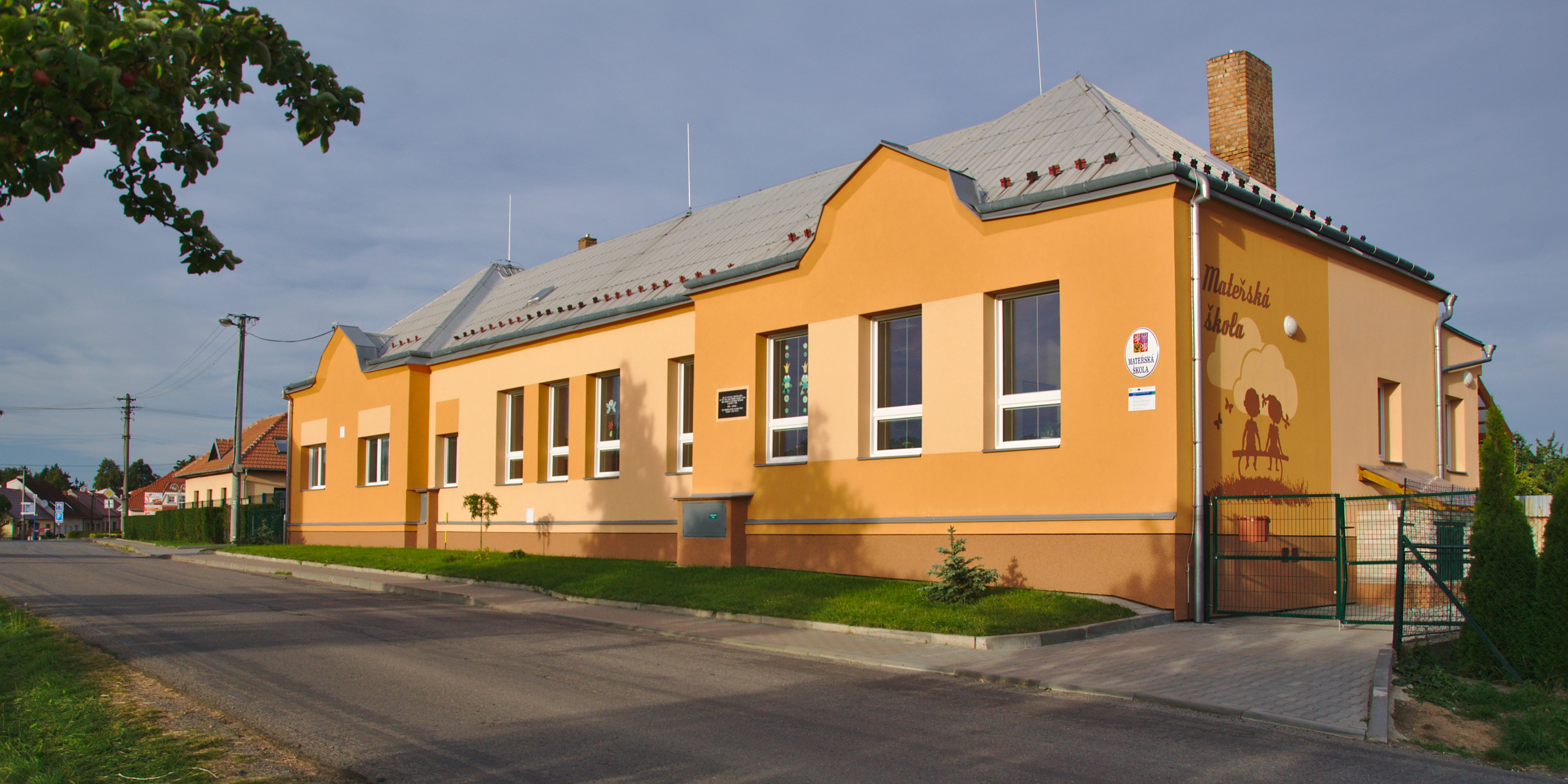
Školka
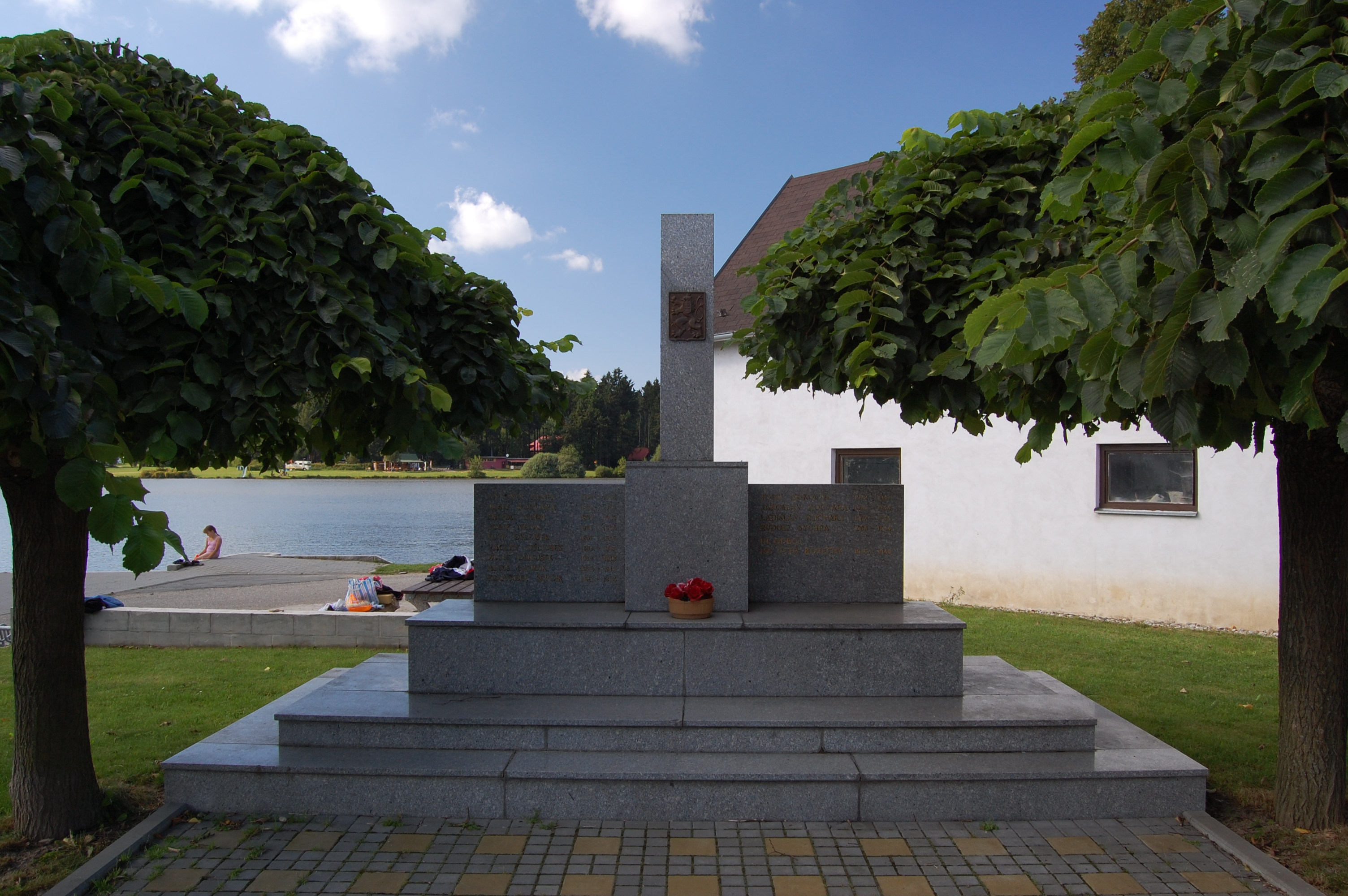
Pomník obětem světových válek na návsi